# 松阪市立射和小学校
松阪市立射和小学校（まつさかしりつ いざわしょうがっこう）は三重県松阪市の市立小学校。

## 歴史

### 開校前史
1873年（明治6年）4月、射和学校が開校し、1876年（明治9年）1月には心光寺を校舎として中万学校も開校した。両校は成輝学校として1883年（明治16年）8月に統合した。その後1887年（明治20年）4月に成輝尋常小学校に改称した後、1892年（明治25年）4月に射和第二尋常小学校と神山第一尋常小学校へ分離した。
一方、1873年（明治6年）4月に開校した庄学校、1874年（明治7年）4月に開校した御麻生薗学校、同年11月に開校した阿波曽学校は1883年（明治16年）9月に統合し、揚名学校となった。揚名学校は東教場を庄村に、西教場を御麻生薗村に置いていた。1887年（明治20年）4月に西教場を廃止すると同時に揚名尋常小学校に改称、1892年（明治25年）4月に射和第一尋常小学校に改称した。
また上蛸路学校（1875年〔明治8年〕3月開校）と下蛸路学校（開校時期不詳）は1877年（明治10年）5月に統合し、蛸路学校となった。蛸路学校は1887年（明治20年）4月に蛸路小学簡易授業所へ、1892年（明治25年）8月に神山第二尋常小学校に改称した。

### 開校後
1898年（明治31年）4月、射和第一尋常小学校と射和第二尋常小学校が統合したのと同時に高等科を設置し、射和尋常高等小学校が開校した。この時、庄分校を設置している。1908年（明治41年）4月、神山第一尋常小学校と神山第二尋常小学校を統合した。
1911年（明治43年）4月に実業補習学校を、1926年（大正15年）7月に農業補習学校と青年訓練所を併設した。1941年（昭和16年）4月、国民学校令により射和国民学校に改称、1947年（昭和22年）4月、射和村立射和小学校に改称した。1955年（昭和30年）4月に射和村が松阪市に編入されたことで松阪市立射和小学校に改称した。1965年（昭和40年）3月、庄分校を廃止した。

## 校区
- 広瀬町[2]
- 御麻生薗町[2]
- 庄町[2]
- 阿波曽町[2]
- 射和町[2]
- 中万町[2]
- 八太町[2]
- 上蛸路町[2]
- 下蛸路町[2]

## 児童数
2009年5月1日現在の児童数は210人。2016年5月1日現在の児童数は9学級178人、教員数は13人。

## 進路
公立の中学校へ進学する場合は松阪市の隣にある、多気郡多気町の多気町松阪市学校組合立多気中学校に進学する。